# Rocks (álbum de Aerosmith)
Rocks es el cuarto álbum de estudio de la banda de rock estadounidense Aerosmith, lanzado el 3 de mayo de 1976. Descrito por el portal web Allmusic como "uno de las álbumes de Aerosmith más duro y puro", se posicionó en el puesto número #176 en Los 500 mejores álbumes de todos los tiempos según Rolling Stone. Además, tuvo una influencia en las bandas de hard rock y heavy metal posteriores, incluyendo a Guns N' Roses y Metallica.
El álbum tuvo también éxito comercial, incluyendo tres sencillos en el Billboard Hot 100, dos de los cuales se posicionaron en el Top 40, Back in the Saddle y Last Child. El disco fue uno de los primeros en alcanzar la categoría de platino cuando fue lanzado, logrando desde su puesta a la venta cuatro veces esta condecoración.

## Información sobre las canciones

### Back in the Saddle
Escrita por Joe Perry en un bajo de seis cuerdas, el cual le da a la canción su "dureza" distintiva. A pesar de que fue escrita con la simple idea de vaqueros y sexo, esta canción tomó gran significado después de que Aerosmith se reuniera en 1984 y se embarcara en su tour llamado "Back In The Saddle Tour". Brad Whitford toca la guitarra líder en esta canción. Esta canción fue seleccionada como una de las 500 mejores canciones de Rock & Roll por la revista Rolling Stone Magazine.

### Last Child
Brad Whitford creó el Riff principal de esta canción luego de escuchar a the Meters, y la banda escribió el resto en el estudio. Whitford también juega el papel de guitarra principal en esta canción.

### Rats in the Cellar
Escrita como Tom Hamilton la describe, "Tomando esto de The Yardbirds creando, y haciéndolo al estilo "balls to the wall", también fue concebida como una contraparte a Toys in the Attic.

### Combination
El primer esfuerzo de Joe Perry en un solo, (Cantada por Perry con Steven Tyler con voz secundaria) esta canción es acerca de la heroína y la cocaína, y los peligros de ser capaz de comprar tus vicios.

### Sick as a Dog
Una parte de guitarra es hecha por el bajista Tom Hamilton, quien también ayudó componiendo esta canción. En la primera mitad de la canción, Joe Perry tocó el bajo eléctrico; después del primer coro, durante el descanso de la guitarra rítmica, Perry le dio el bajo a Steven Tyler para que lo tocara y tomó su guitarra para tocar el solo al final.

### Nobody's Fault
Con Back in the Saddle, una de las canciones más "heavy" del álbum junto con ("Round and Round" en el "Toys In The Attic"), esta es una de las canciones favoritas del guitarrista de Guns N' Roses, Slash, también del líder de Metallica, James Hetfield. la banda Testament le hizo un cover a esta canción en su álbum de 1988, The New Order, también los pioneros del sleaze rock L.A. Guns contribuyeron con un cover de esta canción en el álbum de covers de ellos Rips the Covers Off. Esta canción es una importante contribución al catálogo de la banda por Brad Whitford, quien cita esta como su canción favorita de Aerosmith.

### Get the Lead Out
La canción alude a un joven en una discoteca que ve a una chica que le parece fascinante, y la invita a bailar. El final es una metáfora bastante explícita de una relación sexual.

### Lick and Promise
«Esta canción solo trata de salir y ganarse a la audiencia», dice Steven Tyler.

### Home Tonight
Esta canción cuenta con Joe Perry en una guitarra lap steel y tiene a Joey Kramer, Tom Hamilton y Jack Douglas realizar voces de fondo.

## Influencia en la música
- El guitarrista estadounidense Slash dice que Rocks fue el álbum que lo inspiró a aprender guitarra. http://www.rollingstone.com/news/story/7235473/57_aerosmith Archivado el 1 de octubre de 2007 en Wayback Machine.]
- Rocks fue uno de los álbumes favoritos de Kurt Cobain, lo que figura en su colección de escritos Journals.
- En 2003, el álbum se posicionó en el puesto número #176 en la lista de Los 500 mejores álbumes de todos los tiempos según Rolling Stone.
- El compositor de Mötley Crüe y el bajista Nikki Sixx citan referencias hacia el álbum con frecuencia en su libro The Heroin Diares.

## Otras apariciones
- La canción "Last Child", aparece en el videojuego Guitar Hero II
- También lanzado como una mezcla cuadrafónico de 4 canales.
- "Back in the Saddle", "Nobody's Fault", "Rats in the Cellar" y "Combination" son canciones jugables en Guitar Hero: Aerosmith, "Back in the Saddle" es la única canción jugable en Guitar Hero: Aerosmith que aparece en la guitarra Hero: Smash Hits.
- "Back in the Saddle" también aparece en la película "The Fighter", protagonizada por Christian Bale y Mark Wahlberg; así como en la película "Shanghai Noon" protagonizada por "Jackie Chan" y "Owen Wilson".

## Recepción
Greg Prato de Allmusic, dijo que las mejores canciones sobre Rocks, fueron "Back in the Saddle " y "Last Child", comparó la composición de Joe Perry, "Combination", con una canción de los Rolling Stones, también dijo que el álbum era más "crudo" que Toys in the Attic, y piensa que Rocks en general es mejor que su predecesor. Ben Mitchell, de la revista Blender, dijo que las drogas ayudaron a los miembros de la banda a realizar el álbum Rocks y quien también lo llamó "crudo". Robert Christgau dijo que con Rocks, Aerosmith estaba haciendo un buen trabajo imitando a Led Zeppelin y después de Rocks de la banda comenzó a perder fuerza.

## Lista de canciones
1. "Back In The Saddle" (Perry, Tyler) – 4:39
2. "Last Child" (Tyler, Whitford) – 3:27
3. "Rats in the Cellar" (Perry, Tyler) – 4:06
4. "Combination" (Perry) – 3:39
5. "Sick as a Dog" (Hamilton, Tyler) – 4:12
6. "Nobody's Fault" (Tyler, Whitford) – 4:25
7. "Get the Lead Out" (Perry, Tyler) – 3:42
8. "Lick and a Promise" (Perry, Tyler) – 3:05
9. "Home Tonight" (Tyler) – 3:16

## Personal
- Tom Hamilton - Bajo, voz de fondo
- Joey Kramer - Percusión, batería, voz de fondo
- Joe Perry - Guitarra eléctrica, percusión, guitarra, voz
- Steven Tyler - Bajo, armónica, percusión, piano, voz principal
- Brad Whitford - Guitarra eléctrica

Personal adicional
- Paul Prestopino - banjo

## Producción
- Productores: Aerosmith, Jack Douglas
- Ingeniero: Jay Messina
- Asistente de ingenieros: Sam Ginsberg, Rod O'Brien
- Arreglos: Aerosmith, Jack Douglas, David Hewitt
- Directores: David Krebs, Steve Leber
- Fotografía: Fin Costello, Scott Enyart, Tom Hamilton, Ron Pownall, Brad Whitford

## Posicionamiento
Álbum - Billboard (América del Norte)
| Año  | Tabla      | Posición |
| ---- | ---------- | -------- |
| 1976 | Pop Albums | 3        |

Sencillos - Billboard (América del Norte)
| Año  | Sencillo             | Tabla       | Posición |
| ---- | -------------------- | ----------- | -------- |
| 1976 | "Home Tonight"       | Pop Singles | 71       |
| 1976 | "Last Child"         | Pop Singles | 21       |
| 1977 | "Back in the Saddle" | Pop Singles | 38       |

- Datos: Q830738